# Brzezinka (województwo zachodniopomorskie)
Brzezinka (niem. Lehmaningen) – wieś w Polsce położona w województwie zachodniopomorskim, w powiecie drawskim, w gminie Czaplinek. W latach 1975–1998 miejscowość administracyjnie należała do województwa koszalińskiego. W roku 2007 wieś liczyła 3 mieszkańców. Miejscowość wchodzi w skład sołectwa Kluczewo, jedna z najmniejszych wsi gminy.

## Geografia
Wieś leży ok. 3 km na północ od Kluczewa, ok. 1 km na południowy zachód od drogi wojewódzkiej nr 163.

## Oświata
W budynku byłej szkoły z ok. 1930 r. znajduje się obecnie ośrodek dla uzależnionej młodzieży Polskiego Towarzystwa Zapobiegania Narkomanii.